# Friedrich von Bülow (Minister)
Friedrich Freiherr von Bülow (* 18. Januar 1698; † 18. Mai 1738 in Klein Heyde) war ein preußischer Kriegsminister.

## Leben

### Herkunft und Familie
Friedrich von Bülow (Nr. 175 der Geschlechtszählung) entstammte dem mecklenburgischen Uradelsgeschlecht von Bülow. Er war ein Sohn des Oberhofmeisters der Königin Wilhelm Dietrich von Bülow (#163; 1664–1737) und der Christine Antoinette, geborene von Krosigk. 1721 vermählte er sich mit Johanna Auguste von Arnim (1700–1763), Tochter des preußischen Generalfeldmarschalls Georg Abraham von Arnim (1651–1734). Aus der Ehe sind zwei Töchter und vier Söhne hervorgegangen, darunter:
- August Christian von Bülow (#185; 1728–1760), kurhannoverscher Generaladjutant

### Werdegang
Bülow studierte 1714 bis 1716 auf der Universität Halle und trat anschließend in den preußischen Staatsdienst. Schon nach kurzer Zeit avancierte er in Berlin zum Kammergerichtsrat. Bülow wurde Ritter des Johanniterordens auf der Sonnenburg. Als Gesandter wurde nach einander nach Warschau, Stockholm und im Jahre 1728 schließlich nach Regensburg entsandt. Nach dem gescheiterten Fluchtversuch des Kronprinzen wurde Bülow noch 1730 als Hofgerichtspräsident ans litauische Hofgericht in Insterburg versetzt. Die ihm somit übertragenen Aufgaben erfüllte Bülow mit großer Umsicht und wurde in Folge daraus am 23. Mai 1733 zum Geheimen Staatsminister bzw. Geheimen Etats- und Kriegsminister ernannt. Hiermit wurde er auch Mitglied der preußischen Regierung unter König Friedrich Wilhelm I. (1688–1740). Noch 1735 wurde er Prälat von Kolberg. Er war Erbherr auf Schönberg.